# Caradrio

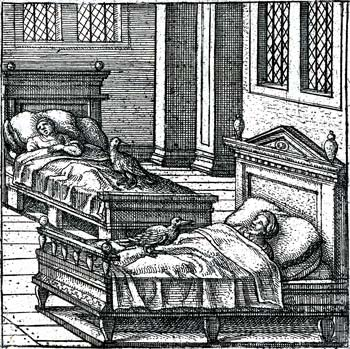
Illustrazione delle profezie del Caradrio in un'edizione del 1588 de Il Fisiologo

Il caradrio (anche caladrio o calandro) è un uccello bianco che, secondo la leggenda, viveva nei giardini reali. Ha la caratteristica unica di espellere feci mentre mangia. Platone lo cita nel Gorgia nel discorso di Socrate con Callicle per raffigurare l'uomo dissoluto alla perpetua ricerca dei piaceri.

## Poteri
Le sue feci si dice abbiano il potere di curare le infiammazioni degli occhi. Inoltre esso aveva la capacità di sapere se una persona era affetta da una malattia mortale o no. In tal caso l'uccello distoglieva lo sguardo dal malato, altrimenti lo fissava e ne assorbiva i malesseri, poi volava verso il sole bruciando in tal modo le malattie raccolte.

## Simbologia
Considerato nel medioevo simbolo di purezza e del sacrificio di Cristo.